# 1994年亞洲運動會乒乓球比賽
1994年亞洲運動會乒乓球比賽為在日本廣島舉行的1994年亞洲運動會的其中一個競賽項目，於1994年10月5日至14日進行，共產生7枚金牌。

## 獎牌統計
| 排名 | 国家／地区      | 金牌 | 银牌 | 铜牌 | 總數 |
| ---- | --------------- | ---- | ---- | ---- | ---- |
| 1    | 中国（CHN）     | 5    | 2    | 4    | 11   |
| 2    | 韩国（KOR）     | 1    | 3    | 4    | 8    |
| 3    | 日本（JPN）     | 1    | 0    | 2    | 3    |
| 4    | 中华台北（TPE） | 0    | 1    | 1    | 2    |
| 4    | 香港 （HKG）    | 0    | 1    | 1    | 2    |
| 總計 | 總計            | 7    | 7    | 12   | 26   |

## 各項成績
| 項目     | 金牌                                               | 银牌                                                             | 铜牌                                                                           |
| 男子單打 | 王涛 · 中国（CHN）                                 | 刘南奎 · 韩国（KOR）                                             | 金擇洙 · 韩国（KOR）                                                           |
| 男子單打 | 王涛 · 中国（CHN）                                 | 刘南奎 · 韩国（KOR）                                             | 马文革 · 中国（CHN）                                                           |
| 男子雙打 | 韩国（KOR） · 秋教成 · 李哲承                      | 韩国（KOR） · 金擇洙 · 刘南奎                                    | 中国（CHN） · 马文革 · 张雷                                                    |
| 男子雙打 | 韩国（KOR） · 秋教成 · 李哲承                      | 韩国（KOR） · 金擇洙 · 刘南奎                                    | 中国（CHN） · 吕林 · 王涛                                                      |
| 男子團體 | 中国（CHN） · 孔令辉 · 吕林 · 马文革 · 王涛 · 张雷 | 韩国（KOR） · 秋教成 · 金擇洙 · 李哲承 · Park Sang-joon · 刘南奎 | 日本（JPN） · Sei Ito · 松下浩二 · 松下雄二 · Koichi Takeya · Kiyonobu Iwasaki |
| 女子單打 | 小山智麗 · 日本（JPN）                             | 邓亚萍 · 中国（CHN）                                             | 齊寶華 香港 (HKG)                                                              |
| 女子單打 | 小山智麗 · 日本（JPN）                             | 邓亚萍 · 中国（CHN）                                             | 乔红 · 中国（CHN）                                                             |
| 女子雙打 | 中国（CHN） · 刘伟 · 乔云萍                        | 中国（CHN） · 邓亚萍 · 乔红                                      | 韩国（KOR） · Kim Boon-sik · 金戊校                                            |
| 女子雙打 | 中国（CHN） · 刘伟 · 乔云萍                        | 中国（CHN） · 邓亚萍 · 乔红                                      | 韩国（KOR） · 朴海晶 · 柳智惠                                                  |
| 女子團體 | 中国（CHN） · 邓亚萍 · 刘伟 · 乔红 · 乔云萍        | 香港 （HKG） 齊寶華 陳淑媛 陳丹蕾 鄭濤                           | 日本（JPN） · Keiko Okazaki · 佐藤利香 · Mitsue Endo · 小山智麗                |
| 混合雙打 | 中国（CHN） · 孔令辉 · 邓亚萍                      | 中华台北（TPE） · 蔣澎龍 · 徐競                                  | 韩国（KOR） · 刘南奎 · 朴海晶                                                  |
| 混合雙打 | 中国（CHN） · 孔令辉 · 邓亚萍                      | 中华台北（TPE） · 蔣澎龍 · 徐競                                  | 中华台北（TPE） · 吳文嘉 · 陳靜                                                |